# 小松野希海
小松野 希海（こまつの のぞみ、1987年10月20日 - ）は、日本の熊本県を中心に活動するミュージカル女優、ローカルタレント。

## 略歴
熊本県上益城郡益城町出身、在住。
熊本マリスト学園中学校・高等学校在学中に演劇を始める。その後熊本大学に進学、熊本大学教育学部卒業後上京し、劇団四季に入団。
2014年に帰熊。熊本でミュージカルを広げるべく、転回社から派生する「Komatsuno Unit」を立ち上げ、2015年には同じく転回社から派生する、熊本産ミュージカル製作スタジオ「studio in.K.」（スタジオ・インク）を設立。ミュージカルを中心に様々な活動をしており、2017年頃からは（客演であるが）肥後俄の舞台に立つこともある。

## 人物・エピソード
- 「のんちゃん」と呼称されることが多い[5]。レギュラー番組において「綺麗なお姉さん」と称された[6]こともある。
- 小学校教員、中学・高校の英語科の教員免許を持つ[1]。産前産後休業に入った教諭の代理で、タレント活動及び劇団運営と並行する形ではあるが、私立中学校にて[7]1年程英語の講師をつとめていたことがあるという。

## 作品

### ミュージカル
Komatsuno Unit
- CAPPA！（2017年）
- Musical Kaguya Hime?（2015年）

等多数

## 現在の出演番組等

### テレビ
KKT
- 金チカっ!←てれビタevery.←てれビタ←テレビタミン
  - 冠コーナー「のんストップ!」や、中継リポーターを担当。「てれビタ」時代には上野聡行や村上めぐみの休暇時に代理で司会進行を担当することもあった。

### ラジオ
熊本シティFM（FM791）
- 小松野希海のMusical Life（2014年10月 - ）

RKKラジオ（熊本放送）
- ラジてん（木曜パーソナリティ。2021年9月30日 - ）2025年4月以降は週代わり体制に変更。出演日の次は原則、６週後となる。

## 過去の出演番組等

### ラジオ
RKKラジオ
- よるめぐ
  - 数回出演歴有。
- 居酒屋英太郎
  - 『アルバイト』のひとりで第3週を担当（2018年4月16日[8] - 2022年3月）

その他